# Elvir Bolić
Elvir Bolić (Zenica, RFS Yugoslavia, 10 de octubre de 1971) es un exfutbolista bosnio que jugaba en la posición de delantero.

## Clubes
| Año                   | Club                       | Liga                |
| --------------------- | -------------------------- | ------------------- |
| 1988/1989 - 1990/1991 | NK Čelik Zenica            | Premijer Liga       |
| 1991/1992             | Estrella Roja              | Meridijan Superliga |
| 1992/1993             | Galatasaray                | Turkcell Süper Lig  |
| 1993/1994 - 1994/1995 | Gaziantepspor              | Turkcell Süper Lig  |
| 1995/1996 - 1999/2000 | Fenerbahçe                 | Turkcell Süper Lig  |
| 2000/2001 - 2002/2003 | Rayo Vallecano             | LFP                 |
| 2003/2004             | İstanbulspor               | Turkcell Süper Lig  |
| 2004/2005             | Gençlerbirliği Malatyaspor | Turkcell Süper Lig  |
| 2005/2006             | İstanbulspor               | Turkcell Süper Lig  |
| 2006                  | HNK Rijeka                 | Prva HNL            |

## Selección nacional
Bolić ostenta el tercer mejor registro goleador con la selección de Bosnia-Herzegovina, por detrás de Edin Džeko y Zvjezdan Misimović, habiendo conseguido un total de 22 goles.